# 區域線
區域線（英語：District Line）是倫敦地鐵的路線之一，在倫敦地鐵路線圖裡以綠色代表。沿線停靠60座車站（有25座位於地面下），線路長度為64千米（40英里）。該線是倫敦地鐵中唯一一條使用橋樑跨越泰晤士河的路線（在里奇蒙支線和溫布頓支線上）。本線巴金至阿爾德門東段與漢默史密斯及城市綫共軌、塔丘至格洛斯特路段與環線共軌、伊靈公園上下行路段與皮卡迪利線共軌、古納斯伯里至里奇蒙段與倫敦地上鐵北倫敦線共軌。此外，本線上敏斯特至堡貝門利以西一段與國鐵倫敦、提伯利及紹森德線並排而行，南肯辛頓至伊靈公園以南段與皮卡迪利線並排而行。本線不像倫敦地鐵的深層隧道線路（如北線、中央線、皮卡迪利線等），區域線的隧道就在地表以下，列車的尺寸與英國鐵路主線列車相近。
區域線是倫敦地鐵所有淺層路線（採用明挖法建造）中最繁忙的一條，亦是倫敦地鐵所有路線中第五繁忙的路線，於2017/18年度錄得超過2.08億次使用次數。
區域線的起源是1868年12月通車的大都會區域鐵路（亦稱為區域鐵路）。區域鐵路於1905年全面電氣化，並於1933年被公有化，歸倫敦客運委員會管理。1930年代早期，區域線的阿克斯橋及豪恩斯洛支線被轉移至皮卡迪利線（區域線仍保留豪恩斯洛支線繁忙時間服務至1964年）。區域線於1949年開始服務肯辛頓（奧林匹亞）站，並於1959年終止服務南阿克頓站。1985年實施一人控制前，區域線列車曾設有列車長。

## 歷史

### 區域鐵路擴展及電氣化

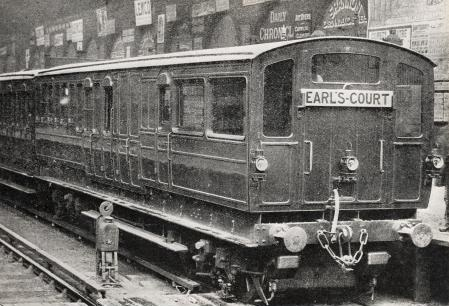
1900年大都會鐵路與區域鐵路公司共同擁有的電氣化試驗列車

區域線擁有悠久的歷史。1868年12月區域鐵路首通段（南肯辛頓—西敏）通車，當時的列車是由大都會鐵路持有、以蒸汽機車牽引，並使用木製車廂。1871年，區域鐵路公司開始使用自己的列車提供服務，並將鐵路西延至西布朗普頓站、東延至市長官邸站。1883年3月1日至1885年9月30日，區域鐵路公司曾開辦伊靈大道到溫莎（經帕丁頓）的載客列車服務，該服務因為無法營利而終止。
1884年10月，內環線市長官邸至阿爾德門段通車，區域鐵路公司亦透過新建的聯絡線將列車服務東延至白教堂站。
雖然國會曾數次批准區域鐵路公司將帕特尼橋支線延長至溫布頓、瑟比頓甚至吉爾福德，但區域鐵路公司未能籌得足夠資金展開工程。1886年，倫敦及西南鐵路公司興建的溫布頓及富勒姆鐵路落成，取代了上述延線的興建計劃。該鐵路起點為溫布頓站西側，途經溫布頓公園、南菲爾德斯和東帕特尼，並於東帕特尼設有聯絡線連接該公司的滑鐵盧至雷丁鐵路。該鐵路跨過泰晤士河後，就於帕特尼橋站接駁區域鐵路。儘管如此，區域鐵路保留了在溫布頓及富勒姆鐵路營運列車的權利，並於1889年6月3日起將部分終於帕特尼橋的列車服務延長至溫布頓。
1897年，倫敦、提伯利及紹森德鐵路公司與區域鐵路公司共同擁有的白教堂及堡鐵路公司獲准興建白教堂至貝門利站以西一段鐵路，以連接區域鐵路和倫敦、提伯利及紹森德鐵路。1902年6月2日，白教堂及堡鐵路通車，區域鐵路公司得以透過該鐵路將部分列車服務延伸至東漢姆站。區域鐵路公司亦於早上及傍晚各開出一班列車續駛至上敏斯特站。
20世紀初期，由於電氣化地下鐵路的出現和路面電車的普及，區域鐵路的蒸汽列車又會使車站和車廂滿佈煙霧，因此區域鐵路逐漸不受歡迎。中央倫敦鐵路於1900年開通後，大都會鐵路和區域鐵路於1899年下半年至1900年下半年就合共失去了400萬名乘客。有見及此，區域鐵路公司開始與大都會鐵路公司聯合進行下電氣化實驗。兩間公司為伯爵宮至高街肯辛頓一段鐵路裝設導電軌，並共同購置一列電氣化列車作為測試列車。該列車曾於1900年2月至11月在該段鐵路提供穿梭服務。實驗證實以電力牽引列車可行後，兩間公司隨即成立聯合委員會以揀選電氣化設備的供應商。委員會最初的首選系統是匈牙利電子工程公司岡茨的3千伏特、三相電（交流電）系統。該系統使用架空電纜以提供電流，造價較其他採用導電軌的系統低，所需興建的變電站數目亦較少。由於此系統當時尚未於既有鐵路上採用，岡茲公司曾於布達佩斯興建一段實驗路軌作測試。
此時，區域鐵路公司覓得投資者——美國商人查爾斯·耶基斯（日後倫敦地下電氣鐵路公司的創辦者）為區域鐵路進行電氣化工程。耶基斯於1901年7月15日成立大都會鐵路電力牽引公司（他亦擔任該公司的常務董事），並出資一百萬英鎊進行電氣化工程。他不久後就掌握區域鐵路公司的控制權。耶基斯和他的工程師曾在美國成功採用低電壓、直流電和第三軌供電的方式為鐵路電氣化，因此他們傾向以相同方式電氣化區域鐵路（此方式亦與城市及南倫敦鐵路、中央倫敦鐵路系統類似）。由於大都會鐵路公司傾向使用岡茨公司的電氣化系統，大都會鐵路公司與區域鐵路公司就選擇鐵路電氣化所採用的系統針鋒相對，部分爭議更被刊登於泰晤士報。最後兩間公司決定將相關爭議交由貿易局仲裁。

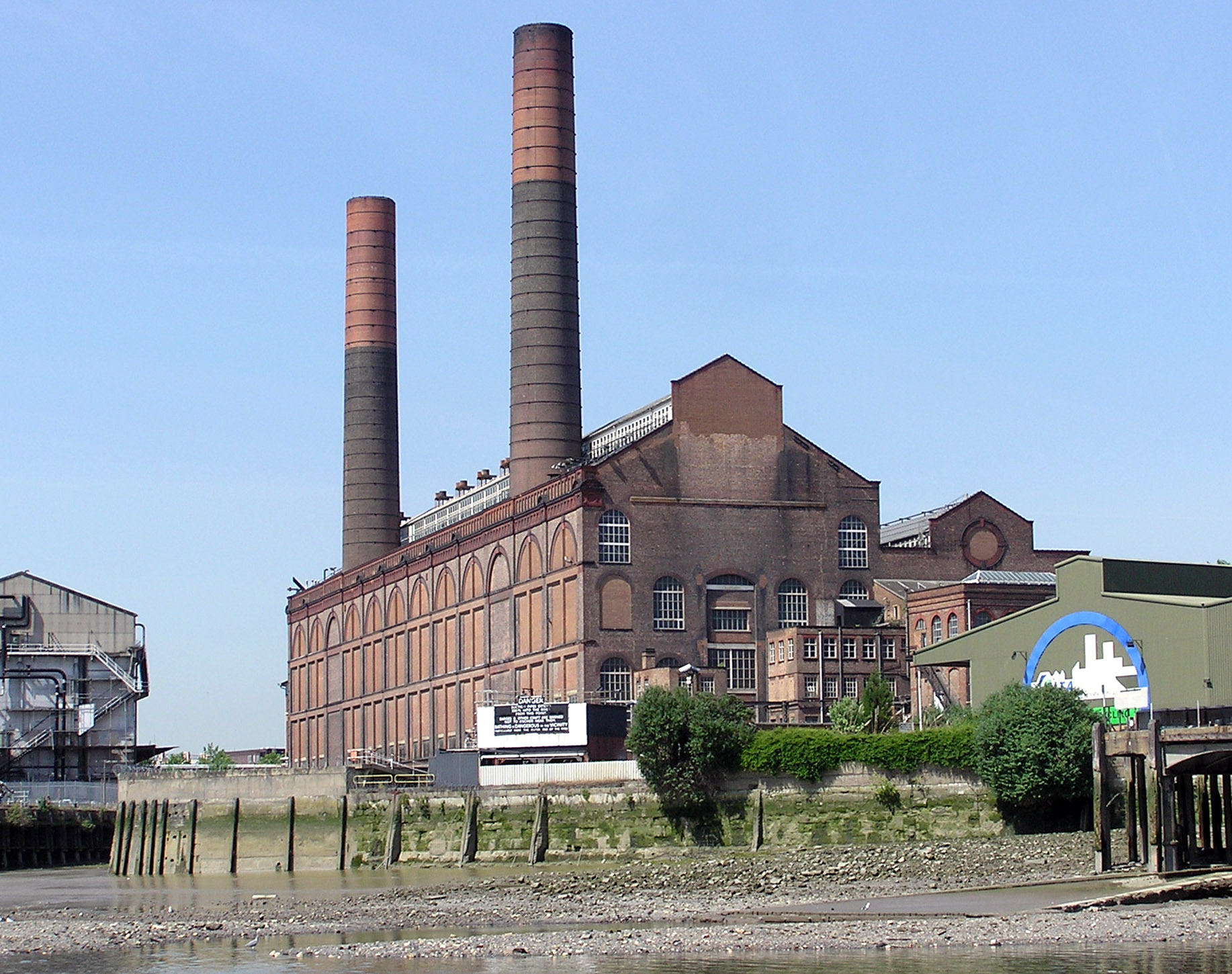
此位於車路士、泰晤士河畔的樂斯路火力發電廠曾為區域鐵路及倫敦地下電氣鐵路公司的鐵路系統供電，初時採用燃煤發電，設有四支煙囪；1960年代改為燃燒重油，並拆除其中兩支煙囪；1970年代改為燃燒天然氣

1901年12月，貿易局裁定採用區域鐵路公司的方式以電氣化區域鐵路和大都會鐵路。大都會鐵路電力牽引公司隨即開展電氣化工程，並於1902年開始於車路士樂斯路（Lots Road）、泰晤士河畔興建一座大型發電廠，以提供電力予區域鐵路和其他擬建的鐵路系統。同時，區域鐵路公司已電氣化尚未通車的伊靈至南哈羅一段鐵路，並以軌道電路和氣動臂板信號機作為該段鐵路的自動信號系統。區域鐵路公司曾使用兩列7卡列車測試系統。1903年6月23日，區域鐵路首段電氣化路段：伊靈公園—皇家公園及特威福特莊園（現皇家公園站前身）通車，電氣化列車開始於該段鐵路上行走。同月28日，皇家公園及特威福特莊園—南哈羅段通車，電氣化列車營運區間亦向北擴展至南哈羅站。同年8月，區域鐵路公司採購了420卡車廂，並於磨坊山公園站（現阿克頓鎮站）以西興建一座機廠。
1905年2月，樂斯路火力發電廠投入運作，並生產11 kV、33+1⁄3赫茲的電力。電力透過高壓電纜傳輸至變電站，並透過變電站轉變成約550V的直流電。1905年6月23日豪恩斯洛軍營至南阿克頓站開通電氣化列車服務。同年7月1日，電氣化列車開始於內環線及伊靈大道—白教堂段行走。
1903-05年，倫敦、提伯利及紹森德鐵路公司已為貝門利至東漢姆一段鐵路四軌化。1905年9月，隨著區域鐵路全面電氣化，區域鐵路列車撤出尚未電氣化的東漢姆至上敏斯特一段鐵路。
1907年區域鐵路平日非繁忙時段的班次（每小時）為：
- 4班 伊靈大道—東漢姆
- 2班 伊靈大道—白教堂
- 2班 列治文/溫布頓—市長官邸 （列車交替以列治文/溫布頓作總站）
- 2班 溫布頓—高街肯辛頓
- 4班 帕特尼橋—伯爵宮/高街肯辛頓（列車交替以伯爵宮/高街肯辛頓作總站）
- 2班 南哈羅—磨坊山公園（現阿克頓鎮站）
- 4班 豪恩斯洛軍營（現豪恩斯洛西站）—磨坊山公園

1908年4月1日，隨著東漢姆至巴金一段鐵路四軌化工程（同時將其中兩軌電氣化）大致完成，區域鐵路電氣化列車全日服務延伸至巴金站。
1908年，倫敦地下電氣鐵路公司與其他在倫敦經營地下鐵路的公司達成協議，使用同一地鐵路線圖，並整合票務系統。在中倫敦以外的地鐵站，各公司亦掛上「UNDERGROUND」（地下鐵）作為識別標誌。
早在1904年起，區域鐵路公司已通知大都會鐵路公司，區域鐵路蒸汽列車不會駛入阿克斯橋線。區域鐵路公司雖然仍需根據鐵道法每年支付二千英鎊予大都會鐵路公司，但區域鐵路列車實際未使用該線。隨後區域鐵路公司重新向大都會鐵路公司提出，將區域鐵路列車營運區間延長至阿克斯橋站。雙方就牽引電流的費用達成協議後，區域鐵路南哈羅支線於1910年3月1日西延至阿克斯橋站。
區域鐵路公司一直需要與倫敦及西南鐵路公司的蒸汽列車共用雷文史各公園以西到列治文站的一段軌道。區域鐵路公司與倫敦及西南鐵路公司同意為該段鐵路四軌化，將其中兩軌撥作區域鐵路專用軌道。此外，鐵路公司亦同意於區域鐵路專用軌道上增建史丹佛溪站。1911年12月3日，四軌化後的鐵路通車。1912年2月1日，史丹佛溪站啟用。
1910年起，倫敦、提伯利及紹森德鐵路公司就開始提供直通列車來往伊靈大道和紹森德 / 舒伯里內斯（Shoeburyness，紹森德市郊）。由於巴金站至紹森德 / 舒伯里內斯一段鐵路當時尚未電氣化（伊靈大道至巴金一段鐵路已電氣化），東 / 西行的直通列車需要於巴金站改掛蒸氣 / 電力機車，以繼續行程。1912年7月的時間表顯示，當時週一至六全日有4對直通列車，週日則有6對。雖然列車於區域鐵路只停靠部分站點，行走伊靈大道至舒伯里內斯全程仍需要2小時。一戰後直通列車減至每日2對，至1921年更減至每日1對。然而，列車班次於1927年回升至每日6對。此直通列車服務於1935年被削減至每日4對，並於1939年5月縮減至1對。二戰開始後由於實施緊急時間表，直通列車服務於1939年9月取消。
1920年代區域鐵路平日非繁忙時段的班次為：
- 每10分鐘1班 伊靈大道—巴金
- 每10分鐘1班 溫布頓—巴金
- 每15分鐘1班 列治文—巴金
- 每10分鐘1班 帕特尼橋—高街肯辛頓
- 每6-8分鐘1班 豪恩斯洛西—阿克頓鎮/南阿克頓
- 每10分鐘1班 漢默史密斯—南哈羅/阿克斯橋（列車交替以南哈羅/阿克斯橋作總站）

1926年11月1日，區域鐵路開始將帕特尼橋—高街肯辛頓的列車服務延伸到埃奇韋爾路站。
1923年，倫敦、提伯利及紹森德鐵路公司被合併至倫敦、米德蘭和蘇格蘭鐵路公司。1929年，倫敦、米德蘭和蘇格蘭鐵路公司開始規劃將巴金至上敏斯特一段鐵路四軌化，並將其中兩軌電氣化、供區域鐵路使用。1932年9月12日相關工程完成，區域鐵路列車營運區間重新東延至上敏斯特站。阿布尼站和達格納姆希斯威站亦於同日啟用。
1930年，為了配合皮卡迪利線西延，漢默史密斯至阿克頓鎮以西一段區域鐵路四軌化工程展開，阿克頓鎮站亦擴建至擁有5座月台。1932年7月4日，區域鐵路終止服務阿克頓鎮—南哈羅的列車服務，前往漢默史密斯的皮卡迪利線列車中每3班就有1班會續駛至南哈羅站。區域鐵路則繼續提供南哈羅—阿克斯橋的穿梭列車。同年12月18日，阿克頓鎮至北菲爾德斯一段鐵路四軌化工程完成，皮卡迪利線於1933年1月9日西延至北菲爾德斯站，並於1933年3月13日西延至豪恩斯洛西站。儘管如此，區域鐵路列車仍於非繁忙時間服務豪恩斯洛支線，並提供豪恩斯洛西—南阿克頓站的穿梭列車。
自1912年以來，倫敦地下電氣鐵路公司由於擁有高利潤的倫敦綜合巴士公司 (1911年該公司股息就高達18厘)，因此能夠通過匯集收入，利用巴士公司的利潤來補貼利潤較低的鐵路。然而，1920年代初期，由於受到眾多小型巴士公司競爭，倫敦綜合巴士公司的盈利能力逐年下降，並對整個集團的盈利能力產生了負面影響。
為了保護集團的收入，其董事總經理/主席阿什菲爾德勳爵遊說政府監管倫敦地區的交通服務。1920年代，政府亦採取了一系列相對應的立法舉措。阿什菲爾德和工黨倫敦郡議員（後來的國會議員）赫伯特·莫里森（Herbert Morrison）就交通服務的監管水平和公共控制水平展開激烈辯論。阿什菲爾德的目標是制定法規，保護現有集團免受競爭，並允許其對倫敦縣議會的有軌電車系統進行實質性控制；但莫里森則主張完全的公有制。 最終，1930年底一項成立倫敦客運委員會的法案獲得通過。倫敦客運委員會將實質控制地下鐵集團、大都會鐵路以及所有於倫敦客運區內運行的公共汽車和有軌電車服務。其董事會將以妥協形式組成——公有制，但不是完全國有化。最終倫敦客運委員會於 1933年7月1日成立。區域鐵路公司、倫敦地下電氣鐵路公司和其他地下鐵公司於同日被清盤。自此區域鐵路的列車服務改由倫敦客運委員會提供，並成為今日的區域線。

### 區域線發展
1933年10月23日皮卡迪利線西延至阿克斯橋，取代了區域線的南哈羅—阿克斯橋穿梭列車服務。1935年4月29日，區域線於非繁忙時間取消服務豪恩斯洛支線，並開辦阿克頓鎮—南阿克頓站穿梭列車服務。

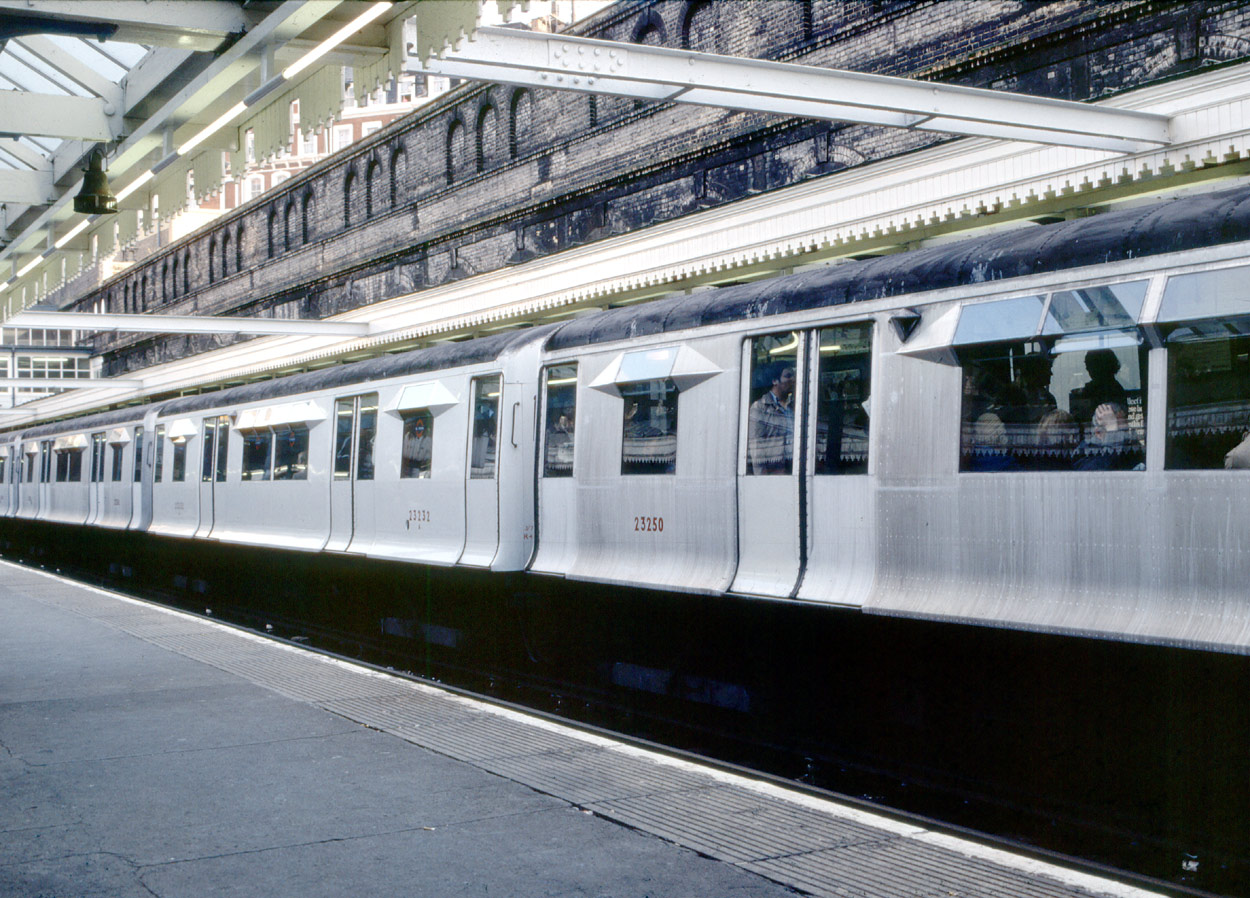
曾於1949-83年服務區域線的倫敦地鐵R型列車，圖中列車屬第二批，部分車身為沒有上漆的鋁，部分則為塗有白漆的鋼

由於西倫敦線於倫敦大轟炸中遭受嚴重破壞，西倫敦線的列車服務由1940年10月19日起全數停止運作，當中包括大都會線直通西倫敦線的服務，以及倫敦、米德蘭和蘇格蘭鐵路公司營運的艾迪生路（戰後改稱肯辛頓（奧林匹亞）站）—威爾斯登交匯穿梭列車。二戰後，上述服務並沒有重開，導致奧林匹亞展覽中心缺乏鐵路服務。因此區域線開辦伯爵宮—肯辛頓（奧林匹亞）穿梭列車服務。
1959年2月28日，阿克頓鎮—南阿克頓站穿梭列車終止服務 。1964年10月9日，區域線於繁忙時間取消服務豪恩斯洛支線。

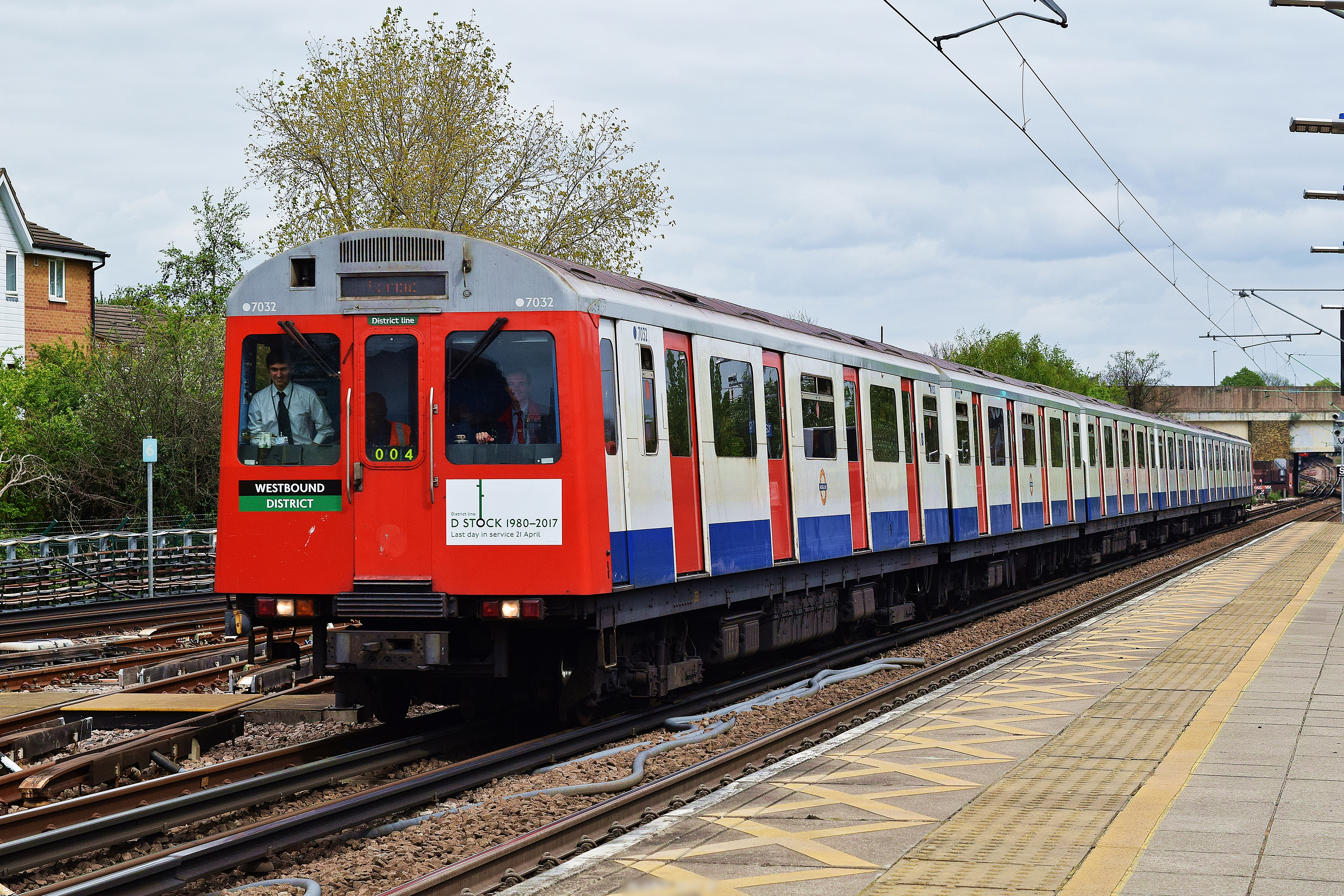
最後一列服務區域線的D型列車，攝於西漢姆站

由於區域線阿爾德門東站以東路段需要與大都會線（漢默史密斯—巴金）列車共軌，部分區域線列車需要以市長官邸站為總點。這導致區域線塔丘站及以東路段非常擁擠。由於現有的塔丘站亦無空間擴展，倫敦地鐵決定於該站東側興建一座新車站，以紓緩塔丘站的擁擠情況。新車站設有3座月台，並於1967年2月4日通車。此後原本需要於市長官邸站換向的列車改於塔丘站換向。
1971年前，區域線於繁忙時間會使用8卡列車行走，非繁忙時間則使用6卡列車。1971年，除了埃奇韋爾路支線仍使用6卡列車外，其餘路線一律改用7卡列車行走。
倫敦地鐵原本打算於1972年於區域線引入一人控制，但因為遭到工會反對而押後至1985年實施。1980年1月28日起，倫敦地鐵D78型列車（或稱D型列車）開始於區域線投入營運。D型列車一直服務區域線至2017年4月21日。此後，於區域線行走的列車全數為倫敦地鐵S7型列車。
2002年10月21日，隨著樂斯路發電廠停止運作，區域線及其他倫敦地鐵線路均改由國家電網供電。

## 現時服務形式
自2012年12月9日以來，區域線非繁忙時間的列車班次為：
- 每小時6班來往伊靈大道及上敏斯特[45]
- 每小時6班來往里奇蒙及上敏斯特[46]
- 每小時3班來往溫布頓及塔丘
- 每小時3班來往溫布頓及巴金[47]
- 每小時6班來往溫布頓及埃奇韋爾路[47]
- 週末每小時3班來往肯辛頓（奧林匹亞）及高街肯辛頓，此外在工作日，每日有7班列車來往肯辛頓（奧林匹亞），其中一班列車會運行至埃奇韋爾路。[48]工作日期間如遇展覽日，則每小時會有2班列車來往肯辛頓（奧林匹亞）。[來源請求]

早晚峰之間、週六07:30-21:00及週日11:00-19:00，來往溫布頓及塔丘的列車當中，有一半會延長至巴金，該批列車會交替以塔丘 / 巴金為總站。
在非繁忙時間，每小時有18班區域線的列車運行於伯爵宮至塔丘間（每3-4分鐘一班車）。而在格洛斯特路至塔丘間，每小時有18班區域線的列車和6班環線的列車運行於此（合計每小時24班列車，每2.5分鐘一班車）。

## 列車
現時區域線、環線和漢默史密斯及城市線均使用倫敦地鐵S7型列車，這款列車設有空調設備。由2015年1月起，D78型列車陸續被S7型列車取代，全數D78型列車於2017年4月退出運營。

## 四線現代化計劃
倫敦交通局曾宣佈會自2016年底，於所有淺層路線（環線、漢默史密斯及城市線、大都會線和區域線）改用新信號系統。由於在採購程序上受到猛烈抨擊，倫敦地鐵與原有中標公司龐巴迪運輸於2013年12月達成協議，並解除原有合約。倫敦地鐵於2015年8月宣佈將新信號系統的合約授予泰雷茲集團。
隨著區域線於2017年全面使用S7型列車，區域線的路軌、供電系統和信號系統均會進行升級，使區域線繁忙時間的載客量於2023年底前上升27%。2018年5月，一個負責所有淺層路線的控制室於漢默史密斯啟用。達利斯集團提供的通訊式列車控制系統將會取代1940年代起就運作的自動閉塞系統。
更換信號系統的工程會分為15個信號遷移區域（Signal Migration Areas，SMA）進行，每個區域的地理位置如下：
| SMA | 起點         | 終點                                              | 進度       | 日期         |
| --- | ------------ | ------------------------------------------------- | ---------- | ------------ |
| 2   | 帕丁頓       | 埃奇韋爾路                                        | 已展開工程 | 2019年9月    |
| 3   | 紀念碑       | 斯特普尼綠地                                      | 已完成     | 2020年7月    |
| 4   | 紀念碑       | 斯隆廣場                                          | 已完成     | 2020年8月    |
| 5   | 斯隆廣場     | - 肯辛頓(奧林匹亞) - 男爵宮 - 富勒姆大道 - 帕丁頓 | 已完成     | 2022年3月    |
| 6   | 斯特普尼綠地 | 貝肯翠                                            | 已完成     | 2023年1月    |
| 7   | 貝肯翠       | 上敏斯特                                          | 已完成     | 2023年3月    |
| 10  | 男爵宮       | - 史丹佛溪                                        | 已規劃     | 待定         |
| 11  | 史丹佛溪     | 列治文                                            | 被延期     | 直至另行通知 |
| 12  | 富勒姆大道   | 東帕特尼                                          | 已規劃     | 待定         |

1. ↑  SMA 0.5, 1, 8–9 和 13–14 是屬於環線、漢默史密斯及城市線、大都會線的區域
2. ↑  SMA 5 由斯隆廣場至帕丁頓段包括區域線斯隆廣場至伯爵宮段，以及伯爵宮至帕丁頓段

## 平行路線
除了區域線，伊利沙伯線亦來往伊靈大道、帕丁頓和白教堂。此外，皮卡迪利線亦來往伊靈公園、阿克頓鎮、漢默史密斯、男爵宮、格洛斯特路和南肯辛頓。由於該兩條路線停站數均較本線少，乘客可選擇乘搭該兩線以節省時間。
c2c亦提供來往上敏斯特、柏京、及芬喬奇街車站（鄰近塔丘站、紀念碑站）的服務。乘客可以使用蠔卡或其他非接觸式支付系統乘搭以上由c2c營運的路段，以更快速地來往上述各站。

## 車站列表
全線都位於大倫敦市內。
| 所屬 收費區    | 無障礙設施 | 中文站名           | 英文站名   | 轉乘路線 | 所在地              |
| 里奇蒙支線     | 里奇蒙支線 | 里奇蒙支線         | 里奇蒙支線 | 里奇蒙支線 | 里奇蒙支線          |
| -------------- | ---------- | ------------------ | ---------- | --- | ------------------- |
| 4              | ✓          | 里奇蒙             |            | 北倫敦線、 | 泰晤士河畔列治文區  |
| 3及4           | ✓          | 邱園               |            | 北倫敦線 | 泰晤士河畔列治文區  |
| 3              |            | 古納斯伯里         |            | 北倫敦線 | 豪恩斯洛區          |
| 伊靈支線       |            |                    |            | |                     |
| 3              | ✓          | 伊靈大道           |            | 中央線、 伊利沙伯線、 | 伊靈區              |
| 3              |            | 伊靈公園           |            | 皮卡迪利線 | 伊靈區              |
| 3              | ✓          | 阿克頓鎮           |            | 皮卡迪利線 | 伊靈區              |
| 3              |            | 奇斯克公園         |            | | 伊靈區              |
| 主線           |            |                    |            | |                     |
| 2及3           |            | 特南綠地           |            | 皮卡迪利線 | 豪恩斯洛區          |
| 2              |            | 史丹佛溪           |            | | 豪恩斯洛區          |
| 2              |            | 雷文史各公園       |            | | 漢默史密斯-富勒姆區 |
| 2              | ✓          | 漢默史密斯         |            | 皮卡迪利線 （站外轉乘：漢默史密斯 環線、 漢默史密斯及城市線）                                                                                      | 漢默史密斯-富勒姆區 |
| 2              |            | 男爵宮             |            | 皮卡迪利線 | 漢默史密斯-富勒姆區 |
| 2              |            | 西肯辛頓           |            | | 漢默史密斯-富勒姆區 |
| 溫布頓支線     |            |                    |            | |                     |
| 3              | ✓          | 溫布頓             |            | 倫敦電車、 | 默頓區              |
| 3              | ✓          | 溫布頓公園         |            | | 默頓區              |
| 3              | ✓          | 南菲爾德斯         |            | | 旺茲沃思區          |
| 2及3           |            | 東帕特尼           |            | （站外轉乘：帕特尼 ） | 旺茲沃思區          |
| 2              |            | 帕特尼橋           |            | | 漢默史密斯-富勒姆區 |
| 2              |            | 帕森綠地           |            | | 漢默史密斯-富勒姆區 |
| 2              | ✓          | 富勒姆大道         |            | | 漢默史密斯-富勒姆區 |
| 2              |            | 西布朗普頓         |            | 西倫敦線、 | 肯辛頓-切爾西區     |
| 奧林匹亞支線   |            |                    |            | |                     |
| 2              | ✓          | 肯辛頓（奧林匹亞） |            | 西倫敦線、 | 肯辛頓-切爾西區     |
| 主線           |            |                    |            | |                     |
| 1及2           | ✓          | 伯爵宮             |            | 皮卡迪利線 | 肯辛頓-切爾西區     |
| 埃奇韋爾路支線 |            |                    |            | |                     |
| 1              |            | 高街肯辛頓         |            | 環線 | 肯辛頓-切爾西區     |
| 1及2           |            | 諾丁山門           |            | 中央線、 環線 | 肯辛頓-切爾西區     |
| 1              |            | 貝斯沃特           |            | 環線、 漢默史密斯及城市線 （站外轉乘：女王道 中央線）                                                                                              | 西敏市              |
| 1              |            | 帕丁頓             |            | 貝克盧線、 環線、 伊利沙伯線、 （站外轉乘：帕丁頓 環線、 漢默史密斯及城市線）                                                                      | 西敏市              |
| 1              |            | 埃奇韋爾路         |            | 環線、 漢默史密斯及城市線 （站外轉乘：埃奇韋爾路 貝克盧線； 馬里波恩站 ）                                                                          | 西敏市              |
| 主線           |            |                    |            | |                     |
| 1              |            | 格洛斯特路         |            | 皮卡迪利線、 環線 | 肯辛頓-切爾西區     |
| 1              |            | 南辛頓             |            | 皮卡迪利線、 環線 | 肯辛頓-切爾西區     |
| 1              |            | 斯隆廣場           |            | 環線 | 肯辛頓-切爾西區     |
| 1              | ✓          | 維多利亞           |            | 維多利亞線、 環線、 | 西敏市              |
| 1              |            | 聖詹姆斯公園       |            | 環線 | 西敏市              |
| 1              | ✓          | 西敏               |            | 銀禧線、 環線 | 西敏市              |
| 1              |            | 堤岸               |            | 貝克盧線、 北線、 環線 （站外轉乘：查令十字車站、 滑鐵盧車站、 滑鐵盧東站 ）                                                                       | 西敏市              |
| 1              |            | 聖殿               |            | 環線 （站外轉乘：黑衣修士站 ） | 西敏市              |
| 1              | ✓          | 黑衣修士           |            | | 倫敦市              |
| 1              |            | 市長官邸           |            | （站外轉乘：黑衣修士站、坎農街站 ） | 倫敦市              |
| 1              |            | 坎農街             |            | | 倫敦市              |
| 1              |            | 紀念碑             |            | 中央線、 北線、 滑鐵盧及城市線、 碼頭區輕便鐵路 （紀念碑、銀行站站外轉乘： 芬卓奇街車站 ） （銀行站站外轉乘： 利物浦街車站 李河谷線、；坎農街站 ） | 倫敦市              |
| 1              | ✓          | 塔丘               |            | 環線 （站外轉乘：塔門廊 碼頭區輕便鐵路；芬卓奇街車站 ）                                                                                            | 塔村區              |
| 1              |            | 阿爾德門東         |            | 漢默史密斯及城市線 | 塔村區              |
| 2              | ✓          | 白教堂             |            | 漢默史密斯及城市線、 東倫敦線、 伊利沙伯線 | 塔村區              |
| 2              |            | 斯特普尼綠地       |            | 漢默史密斯及城市線 | 塔村區              |
| 2              |            | 麥爾安德           |            | 中央線、 漢默史密斯及城市線 | 塔村區              |
| 2              |            | 堡路               |            | 漢默史密斯及城市線（站外轉乘：堡教堂 碼頭區輕便鐵路）                                                                                              | 塔村區              |
| 2及3           | ✓          | 堡貝門利           |            | 漢默史密斯及城市線 | 塔村區              |
| 2及3           | ✓          | 西漢姆             |            | 漢默史密斯及城市線、 銀禧線、 碼頭區輕便鐵路、 | 紐漢區              |
| 3              |            | 普拉斯托           |            | 漢默史密斯及城市線 | 紐漢區              |
| 3              |            | 烏普頓公園         |            | 漢默史密斯及城市線 | 紐漢區              |
| 3及4           | ✓          | 東漢姆             |            | 漢默史密斯及城市線 | 紐漢區              |
| 4              | ✓          | 巴金               |            | 漢默史密斯及城市線、 福音橡至巴金線、 | 巴金-達格納姆區     |
| 4              | ✓          | 阿布尼             |            | | 巴金-達格納姆區     |
| 5              |            | 貝肯翠             |            | | 巴金-達格納姆區     |
| 5              | ✓          | 達格納姆希斯威     |            | | 巴金-達格納姆區     |
| 5              |            | 達格納姆東         |            | | 巴金-達格納姆區     |
| 6              | ✓          | 榆園               |            | | 黑弗靈區            |
| 6              |            | 霍恩徹奇           |            | | 黑弗靈區            |
| 6              |            | 上敏斯特橋         |            | | 黑弗靈區            |
| 6              | ✓          | 上敏斯特           |            | 羅姆福德－上敏斯特線、 | 黑弗靈區            |